# جو هاريس (لاعب كرة قاعدة)
جو هاريس (بالإنجليزية: Joe Harris) هو لاعب كرة قاعدة أمريكي، ولد في 1 فبراير 1882 في ميلروز في الولايات المتحدة، وتوفي بنفس المكان في 12 أبريل 1966.